# هميانة (مقاطعة دورود)
هميانة (بالفارسية: همیانه) هي قرية تقع في قسم سيلاخور الريفي (مقاطعة دورود) في إيران. يقدر عدد سكانها بـ 124 نسمة بحسب إحصاء 2016.